# چارچوب‌بندی (علوم اجتماعی)
چارچوب‌بندی (به انگلیسی: Framing) در علوم اجتماعی و ارتباطات و مطالعات رسانه‌ها به معنی ساختن قالب‌هایی است که جهان از طریق آن به نمایش در می‌آید. نه اصطلاح چارچوب و نه خود چارچوب بندی اصطلاحات یا پدیده‌های جدیدی نیستند. این هر دو قطعاً عمری به درازای عمر بشر دارند. اصطلاح چارچوب به وسیله اروینگ گافمن در سال ۱۹۷۴ به صورتی که ما امروز می‌شناسیم وارد علوم انسانی شد. گافمن در مورد چارچوب می‌نویسد: «طرح‌واره‌ای تفسیری» که به افراد امکان می‌دهد تا رویدادهای فضای زندگی و در کل جهان خود را «پیدا کنند، درک کنند، تشخیص دهند و به آنها نامی اختصاص دهند». زمانی که یک چارچوب اینقدر مهم باشد که بتواند بر درک یک شخص از رویدادهای اطراف او در این سطح تأثیر بگذارد، قطعاً چارچوب بندی ذهن مردم می‌تواند اثرات مهم و حتی قاطع سیاسی داشته باشد.
رابرت متیو انتمن رئیس مؤسسه دیپلماسی همگانی و ارتباطات جهانی برای اولین بار به‌طور جدی چارچوب بندی خبری را وارد ادبیات مطالعات ارتباطی کرد. انتمن با تحلیل روزنامه‌های آمریکایی و توصیف آن‌ها از دو رویداد نسبتاً مشابه ساقط کردن یک هواپیمای مسافربری ایرانی به وسیله آمریکا و ساقط کردن یک هواپیمای کره‌ای به وسیله شوروی نشان داد که "مقالات خبری با گفتن اینکه ساقط کردن یک هواپیمای ایرانی یک مشکل فنی بوده و با انتخاب مناسب عکس و توصیف، عامل و قربانیان این حادثه را کم‌اهمیت جلوه دادند، حال آنکه ساقط کردن یک هواپیمای کره‌ای به وسیله شوروی به عنوان یک عمل شنیع به تصویر کشیده شد.